# Anne Commire
Pour les articles homonymes, voir Commire.
Anne Commire (11 août 1939 – 23 février 2012) est une dramaturge, encyclopédiste et directrice de publication américaine qui écrit fréquemment sur l'histoire et les enjeux des luttes des femmes.

## Biographie
Anne Commire est née à Wyandotte, Michigan. Après ses études secondaires, elle est acceptée par l'université de l'Est du Michigan et y obtient un baccalauréat universitaire en 1961.
Sa pièce, Shay, a pour thème la vie d'une jeune femme, qui enceinte, abandonne ses études secondaires ; le New York Times fait remarquer que cette pièce est émaillée de répliques et dialogues au comique acéré malgré la gravité du sujet.
Anne Commire travaille d'abord comme enseignante et rédactrice d'articles et notices au sein d'ouvrages de référence pour le groupe Gale. Elle est la directrice de publication, entre autres, des 17 volumes de la Women in World History: A Biographical Encyclopedia,.
En 2002, l'American Library Association récompense son travail en lui décernant la médaille Dartmouth (en).
Anne Commire reçoit le Eugene O'Neill Award (en) quatre fois entre 1973 et 1988. 
Elle écrit le téléfilm Rebel for God pour CBS, et elle écrit également pour Dick Cavett, pour la Spread Eagle Review de Washington (district de Columbia) et participe à l'écriture du one man show de Mariette Hartley.
Anne Commire et Mariette Hartley co-écrivent Breaking the Silence, les mémoires de Harley sur ses premières années difficiles et sur la façon dont Hartley ne gardera plus les secrets de sa vie difficile antérieure,.
Anne Commire décède des suites d'un cancer en 2012 à Waterford.

## Archives
Ses archives sont détenues par l'université du Sud du Mississippi.

## Œuvres

### Pièces
- Volunteers for America, 1971, 46 p. (OCLC 20774968),  la première présentation a eu lieu en 1973, à la Columbia University School of the Arts (en),
- The Matinee Ladies, 1971, 38 p. (OCLC 14821164), la première présentation a eu lieu le 2 mars 1973 à la Columbia University School of the Arts,
- Shay : A play in two acts, New York, Samuel French, Inc., 1980, 84 p. (ISBN 9780573616211),
- Put them all together: A drama, New York, Samuel French, Inc., 1982, 85 p. (ISBN 9780573613647, lire en ligne),
- Starting Monday, New York, Samuel French, Inc., 1991, 113 p. (ISBN 9780573692321),

### Directrice de publication
- Yesterday's Authors Books for Children : Facts and Pictures About Authors and Illustrators of Books for Young People, vol. 1, Detroit, Michigan, Gale research (réimpr. 1993) (1re éd. 1977), 300 p. (ISBN 9780810300736, lire en ligne),
- Yesterday's Authors of Books for Children : Facts and Pictures About Authors and Illustrators of Books for Young People, vol. 2, Detroit, Michigan, Gale Research Co. (réimpr. 1993) (1re éd. 1978), 364 p. (ISBN 9780810300903, lire en ligne),
- (avec Mariette Hartley) Breaking the Silence, 1990
- Historic World Leaders, vol. 1 : Africa, Middle East, Australia and Asia, Farmington Hills, Michigan, Cengage Gale, coll. « Biography In Context », 1993, 500 p. (ISBN 9780810384088),
- Historic World Leaders, vol. 2 : Europe : A-K, Farmington Hills, Michigan, Cengage Gale, 1993, 832 p. (ISBN 9780810384101, lire en ligne),
- Historic World Leaders, vol. 3 : Europe : L-Z, Detroit, Michigan, Gale Research Inc., 1993, 832 p. (ISBN 9780810384118),
- Historic World Leaders, vol. 4 : North and South America A-L, Farmington Hills, Michigan, Cengage Gale,, 1993, 552 p. (ISBN 9789995684273, lire en ligne),
- Women in World History: A Biographical Encyclopedia, 17 vols., 2000.
- Avec la collaboration de Deborah Klezmer (dir.), Dictionary of Women Worldwide : 25,000 Women Through the Ages, vol. 1 : A-L, Farmington Hills, Michigan, Thomson/Gale, 2007, 1-1175 p. (ISBN 9780787676766),
- Avec la collaboration de Deborah Klezmer (dir.), Dictionary of Women Worldwide : 25,000 Women Through the Ages, vol. 2 : M - Z, Detroit, Michigan, Thomson Gale, 2007, 1177-2068 p. (ISBN 9780787675851),
- Avec la collaboration de Deborah Klezmer (dir.), Dictionary of Women Worldwide : 25,000 Women Through the Ages, vol. 3 : Indices, Farmington Hills, Michigan, Thomson Gale, 2007, 536 p. (ISBN 9780787675851, lire en ligne),

#### CollectionSomething about the Author
- Something about the Author, vol. 1 : Harriet S(tratemeyer) Adams - Charlotte S. Zolotow, Detroit, Michigan, Gale Research, 1971, 252 p. (ISBN 9780810300507, lire en ligne),
- Something about the Author, vol. 4 : Verna (Norberg) Aardema - Jane H. Yolen, Detroit, Michigan, Gale Research, 1973, 264 p. (ISBN 9780810300569, lire en ligne),
- Something about the Author, vol. 8 : Adrienne Adams-Patricia Wrightson, Detroit, Michigan, Gale Research, 1976, 264 p. (ISBN 9780810300644, lire en ligne),
- Something about the Author, vol. 23 : Vincent Arthur Alexander-Arthur George Whitehouse, Detroit, Michigan, Gale Research, 1981, 268 p. (ISBN 9780810300866, lire en ligne),
- Something about the Author, vol. 24 : William Harrison Ainsworth -  Alki Zei, Detroit, Michigan, Gale Research, 1981, 232 p. (ISBN 9780810300873, lire en ligne),
- Something about the Author, vol. 30 : Gareth Adamson  -Herbert Spencer Zim, Detroit, Michigan, Gale Research, 1983, 312 p. (ISBN 9780810300552, lire en ligne),
- Something about the Author, vol. 40 : Gyozo (Laszlo) Ambrus - Betsy James Wyeth, Detroit, Michigan, Gale Research, 1985, 352 p. (ISBN 9780810322516, lire en ligne),

### Roman
- Mooreville, Burlington, Vermont, Onion River Press, 2018, 586 p. (ISBN 9780997645859)[6],

### Mémoires
- Mariette Hartley et Anne Commire, Breaking the Silence, New York (réimpr. 1990) (1re éd. 1988) (ISBN 9780399135835, OCLC 670382997, lire en ligne),